# 西田幸介
西田 幸介（にしだ こうすけ、1975年1月 - ）は、日本の法学者。山口県出身。法政大学教授。専門は行政法。日本公法学会会員 民主主義科学者協会法律部会会員。滋賀県国土利用計画審議会委員。

## 経歴
- 1975年 - 山口県生まれ、東京都育ち[1]
- 1993年 - 法政大学第二高等学校卒業[2]
- 1997年 - 法政大学法学部法律学科卒業[2]
- 2003年 - 法政大学大学院社会科学研究科法律学専攻博士後期課程満期退学[2]
- 2003年 - 大阪経済法科大学法学部講師
- 2006年 - 大阪経済法科大学法学部助教授
- 2007年 - 龍谷大学法学部准教授
- 2008年~2014年 滋賀県国土利用計画審議会委員
- 2010年 - 法政大学法学部准教授
- 2011年 - 法政大学法学部教授

## 社会的活動
- 2005年 - 大阪府八尾市「八尾市まちづくり条例策定委員の会議」委員・副座長
- 2009年 - 大阪府八尾市「八尾市男女共同参画社会基本条例策定委員の会議」委員
- 2008年 - 滋賀県「滋賀県国土利用審議会」委員
- 2013年 - 東京都狛江市「まちづくり委員会」委員
- 2015年 - 埼玉県「埼玉県個人情報保護審査会」委員

## 著書
- 『地域社会と人権』文化的で人間らしい住まいで暮らすために―適切な居住の権利― （愛知人権ネット    、2004年）
- 『大学生の学習技法』（大阪経済法科大学出版部、2005年）ISBN 4-87204-122-4
- 『まちづくり・環境行政の法的課題』（日本評論社、2007年）